# Nemoria scotocephala
Nemoria scotocephala är en fjärilsart som beskrevs av Louis Beethoven Prout 1916. Nemoria scotocephala ingår i släktet Nemoria och familjen mätare. Inga underarter finns listade i Catalogue of Life.